# Charinus dominicanus
Charinus dominicanus är en spindeldjursart som beskrevs av Armas och González 2002. Charinus dominicanus ingår i släktet Charinus och familjen Charinidae. Inga underarter finns listade i Catalogue of Life.